# Sint-Ivocollege

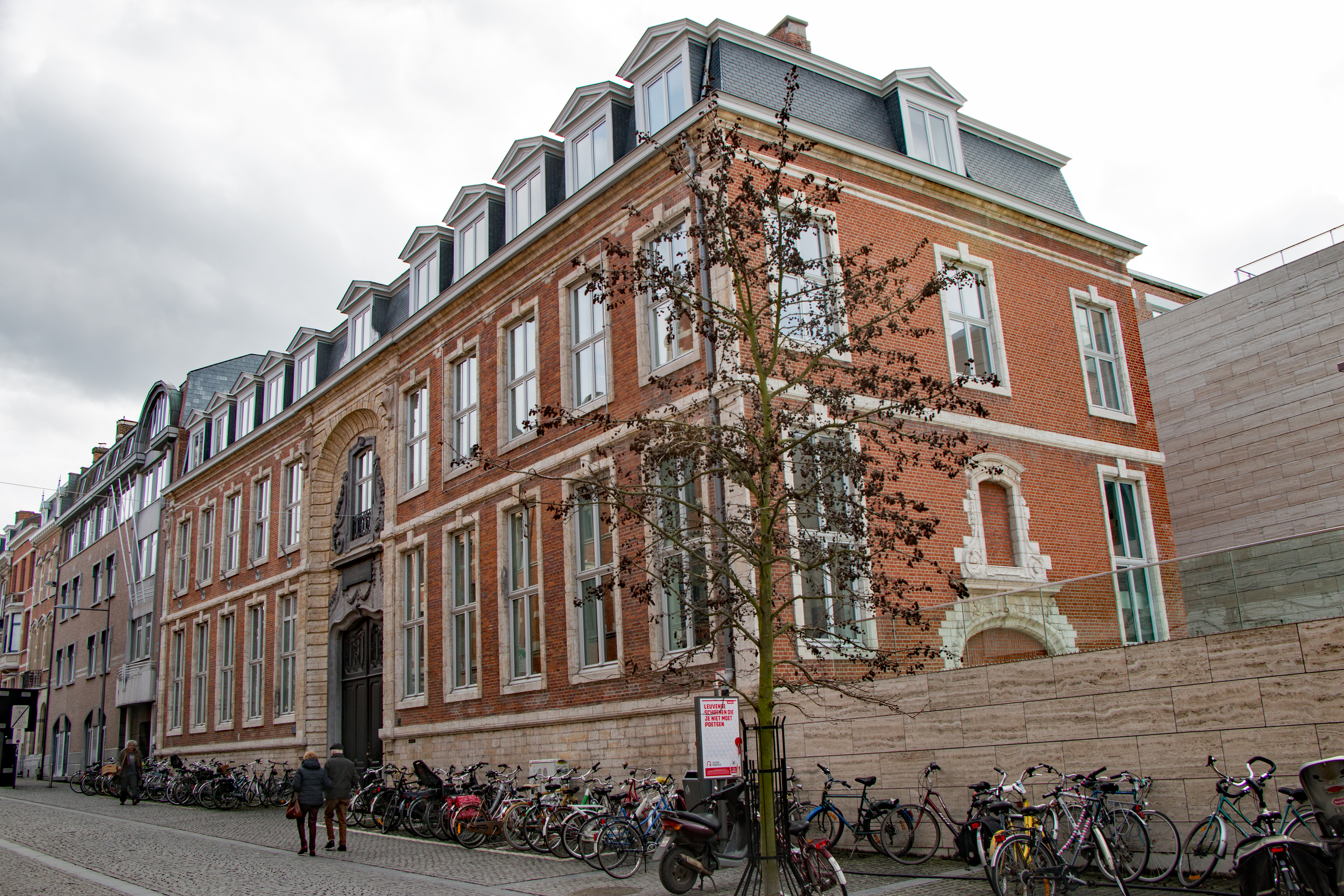
Sint-Ivocollege

Het Sint-Ivocollege is een voormalig college (1483-1797) van de Universiteit van Leuven, thans gelegen in de Leopold Vanderkelenstraat. Het diende voor de faculteit der beide rechten (utriusque iuris), kerkelijk recht en burgerlijk recht.
Andere namen voor het Sint-Ivocollege zijn het College der Juristen en het College der Baccalaurei.

## Historiek
Professor Robert van den Poel, in het Latijn Robertus de Lacu, schonk zijn woning bij testament aan de Leuvense universiteit (1483). Hij was afkomstig uit Gent en was een bekende hoogleraar in de beide rechten. Bij testament schonk hij zijn woning in de Nieuwstraat aan studenten in de rechten. De Nieuwstraat draagt sinds de 20e eeuw de naam Leopold Vanderkelenstraat. De Nieuwstraat was eeuwenlang een straat met talrijke colleges. Studenten en afgestudeerden vergaderden in het college. De naam Sint-Ivo kwam van de patroonheilige der juristen, de heilige Ivo van Chartres.
Het Sint-Ivocollege werd zwaar beschadigd door Spaanse troepen onder leiding van Don Juan van Oostenrijk (1578). De herstellingen vatten veel later aan, pas in de jaren 1775-1176. Architect Jacques Antoine Hustin uit Leuven had de plannen van een groots college uitgetekend, veel groter dan het originele professorenhuis. Het college huisvestte toen de bibliotheek van de faculteit rechten. Met de afschaffing van de Leuvense universiteit door de Franse overheid stopte het onderwijs in het Sint-Ivocollege (1797).
Van 1830 tot 1914 huisvestte het gebouw het vredegerecht en de handelsrechtbank van Leuven (gelijkvloers); de andere verdiepen waren voor gerechtelijke diensten. De Eerste Wereldoorlog leidde andermaal tot een zware beschadiging van het gebouw. Het werd nadien hersteld en kreeg een zijvleugel en, hiermee, een nieuwe functie (1937): het werd de Stedelijke Academie voor Schone Kunsten. In de jaren 2004-2009 werd het college onderdeel van het groter geheel van Museum M.